# Бартко Ігор Анатолійович
Бартко Ігор Анатолійович (19.01.1971 - 03.09.2022) — солдат Збройних сил України, учасник російсько-української війни.

## З життєпису
Ігор народився 19 січня 1971 року. Виріс в Теплику. Закінчивши Теплицьку школу, навчався в Барському автодорожньому технікумі, далі служба в залізничній міліції та робота в різних сферах економіки.
Війна для Ігоря розпочалася ще в 2016 року - тоді він був призваний у військо, щоб боронити від російського агресора Схід нашої країни.
31.05.2022 року знову призваний на військову службу по мобілізації до лав ЗСУ. Проходив службу на посаді стрілець-санітар 2 механізованого відділення - бойової машини 2 механізованого взводу 1 механізованої роти військової частини А4472. 
З вересня 2022 року в ході ведення бойових дій в районі населеного пункту Сухий Став, що на Херсонщині, виконуючи бойове завдання, Бартко Ігор Анатолійович загинув.
Одружений. Без батька залишились син та дві доньки.
Похований у селищі Теплик, Теплицька ТГ, Гайсинський район, Вінницька область.